# Perlodes intricatus
Perlodes intricatus är en bäcksländeart som först beskrevs av Pictet, F.J. 1841.  Perlodes intricatus ingår i släktet Perlodes och familjen rovbäcksländor. Inga underarter finns listade i Catalogue of Life.